# 劉熙劭
劉熙劭（1431年—？），字克宣，湖廣荊州府石首縣人，明朝政治人物。進士出身。

## 生平
湖廣鄉試第六十四名。天順八年（1464年）甲申科會試第一百七十名，殿試登進士第三甲第四十七名。

## 家族
曾祖父劉甫，贈翰林院脩撰。祖父劉永清，曾任廣東右布政。父亲劉東耕。